# Almerindo Luis Zotarelli
Almerindo Luiz Zotarelli (Rio Claro, 1928 – 2018) foi um comerciante, aviador e recordista brasileiro.

## Biografia
Depois de um amigo do seu pai o convidar para um passeio de avião, Almerindo, então com 14 anos ficou encantado, e sob autorização do seu pai, passou a ter aulas de vôo no Aeroclube de Rio Claro, Almerindo era o mais novo da turma.
Depois de algumas horas de curso, fez um vôo solo de 30 minutos a bordo de um Piper, no dia seguinte, em 17 de julho de 1942 recebeu um Telegrama do então presidente Getúlio Vargas o parabenizando pela façanha.
Queria seguir a carreira de aviador, mas por medo da guerra seu pai não permitiu, ele então, acabou seguindo os passos do pai como comerciante.
Já foi homenageado várias vezes, e em 21 de agosto de 2007, recebeu um certificado da prefeitura de Rio Claro com o "título de mais jovem piloto da história da aviação mundial"

## Morte
Faleceu aos 90 anos, no dia 22 de abril de 2018, em decorrência de um câncer de estômago.